# Mistero a Saint-Tropez
Mistero a Saint-Tropez è una commedia franco-belga del 2021 diretta da Nicolas Benamou.

## Trama
Agosto 1970. Come ogni anno, il miliardario Claude Tranchant e sua moglie Eliane hanno invitato il fior fiore dello spettacolo nella loro sontuosa villa di Saint-Tropez. Nulla sembra poter rovinare i festeggiamenti, se non l'inquietante sabotaggio della decappottabile della coppia. Convinto di essere vittima di un tentato omicidio, Tranchant chiede al suo amico Chirac di beneficiare dei servizi del miglior poliziotto di Parigi. Ma nel bel mezzo dell'estate, solo il commissario Botta, a poche settimane dalla pensione, è disponibile. Tanto arrogante quanto incompetente, è con metodi molto personali che il poliziotto si metterà sulle tracce del piantagrane.